# Paniasis de Halicarnaso

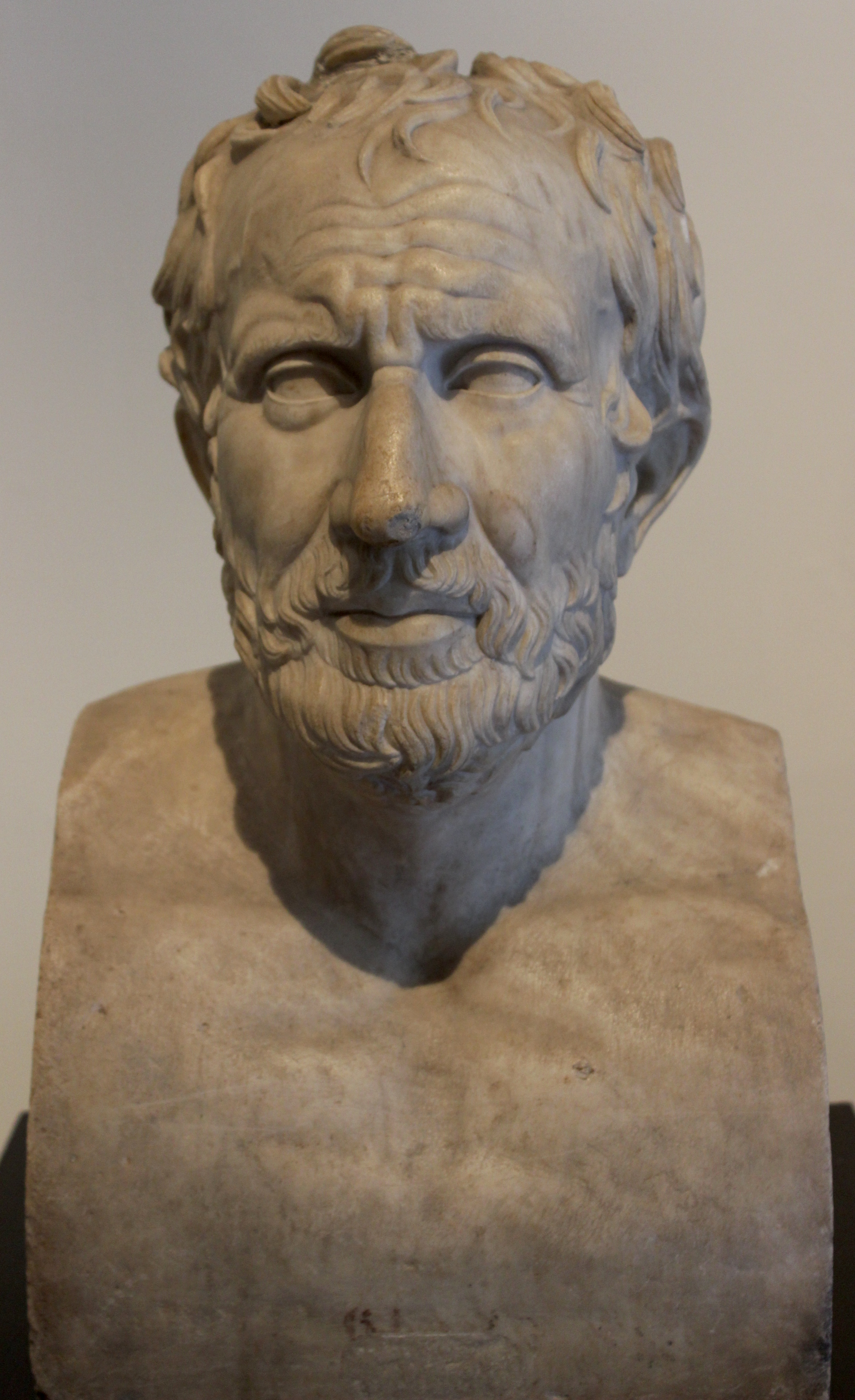
Paniasis de Halicarnaso

Paniasis de Halicarnaso (griego antiguo Πανύασις, Panýasis) fue un poeta épico griego, natural de Halicarnaso o de Samos, tío de Heródoto. Escribió una Heraclea en catorce libros, de los que solo quedan fragmentos. Vivió en tiempos de la primera guerra de Persia contra Grecia. 
Murió luchando contra el tirano Lígdamis, vasallo del rey de Persia que gobernaba Halicarnaso. Tras la victoria griega en las guerras médicas, hacia el 468 o 467 a. C., Lígdamis ordenó su ejecución y el destierro de su sobrino Heródoto a Samos.